# Eismitte

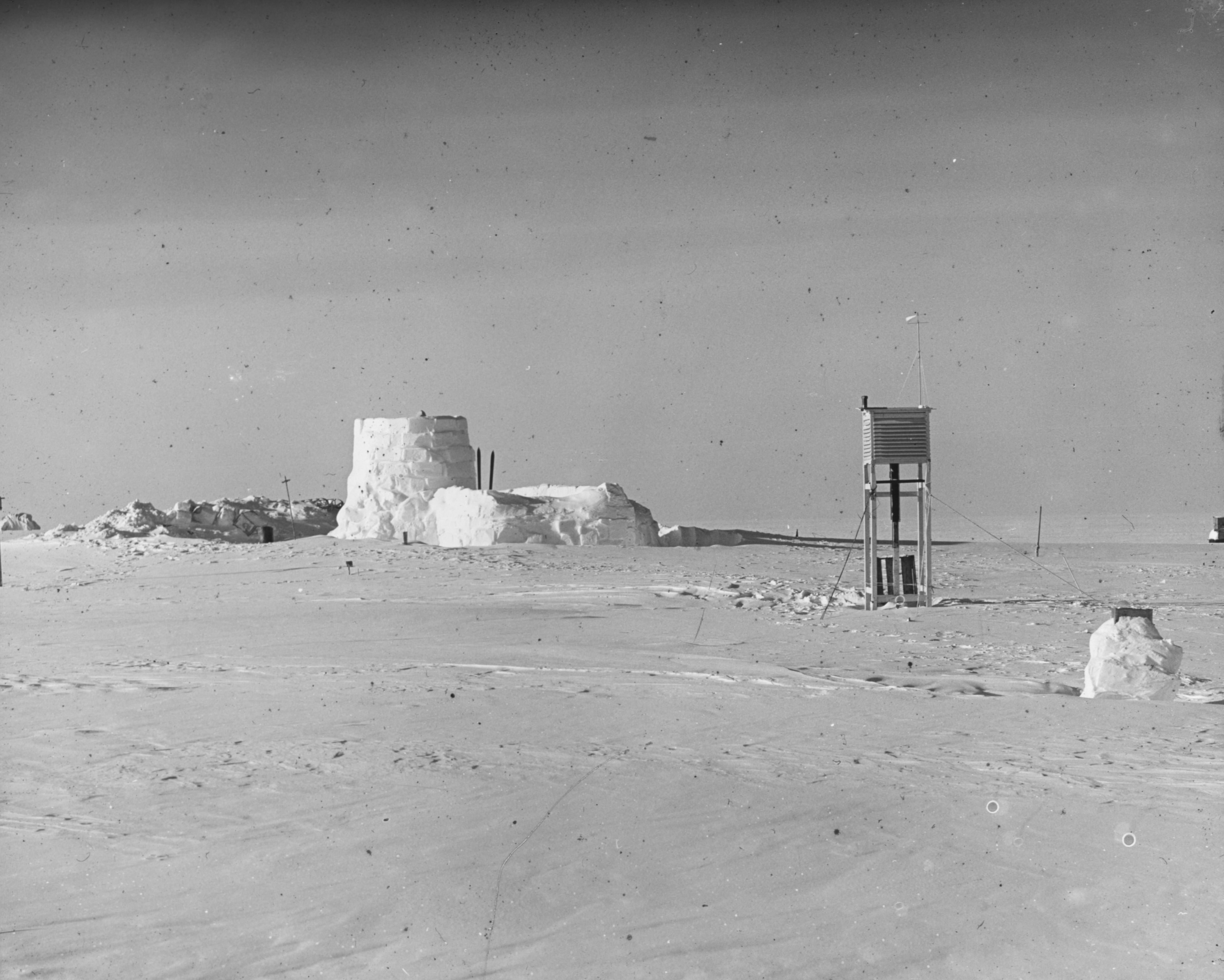
Estación Eismitte en 1930

Eismitte fue el escenario de una expedición al Ártico en el interior de Groenlandia (Dinamarca) de Alfred Wegener en (julio de 1930 a agosto de 1931). En dicha expedición murió el geólogo y meteorólogo alemán Alfred Wegener, impulsor de la teoría de la deriva continental.

## Características
El nombre "Eismitte" significa en alemán "en el centro del hielo". El campamento se ubica a 402 kilómetros de la costa, a una altura estimada de 3.000 metros sobre el nivel del mar.

## Clima
La temperatura más baja registrada durante la expedición fue -64.9 °C, mientras que la temperatura más alta se observó -2,8 °C. La expedición duró 12 meses. Empezó el 1 de septiembre de 1930 y terminó 31 de agosto de 1931, el mes más caluroso fue julio, donde se registró una temperatura media de -12,2 °C, mientras que el mes más frío fue febrero con un promedio de -47,2 °C. Durante el mismo período precipitó un total de 110 milímetros de agua. Las coordenadas de la Estación Eismitte son 71°10′ N y 39°56′ W.
| Parámetros climáticos promedio de Estación Eismitte (1 de agosto de 1930 al 6 de agosto de 1931) | Parámetros climáticos promedio de Estación Eismitte (1 de agosto de 1930 al 6 de agosto de 1931) | Parámetros climáticos promedio de Estación Eismitte (1 de agosto de 1930 al 6 de agosto de 1931) | Parámetros climáticos promedio de Estación Eismitte (1 de agosto de 1930 al 6 de agosto de 1931) | Parámetros climáticos promedio de Estación Eismitte (1 de agosto de 1930 al 6 de agosto de 1931) | Parámetros climáticos promedio de Estación Eismitte (1 de agosto de 1930 al 6 de agosto de 1931) | Parámetros climáticos promedio de Estación Eismitte (1 de agosto de 1930 al 6 de agosto de 1931) | Parámetros climáticos promedio de Estación Eismitte (1 de agosto de 1930 al 6 de agosto de 1931) | Parámetros climáticos promedio de Estación Eismitte (1 de agosto de 1930 al 6 de agosto de 1931) | Parámetros climáticos promedio de Estación Eismitte (1 de agosto de 1930 al 6 de agosto de 1931) | Parámetros climáticos promedio de Estación Eismitte (1 de agosto de 1930 al 6 de agosto de 1931) | Parámetros climáticos promedio de Estación Eismitte (1 de agosto de 1930 al 6 de agosto de 1931) | Parámetros climáticos promedio de Estación Eismitte (1 de agosto de 1930 al 6 de agosto de 1931) | Parámetros climáticos promedio de Estación Eismitte (1 de agosto de 1930 al 6 de agosto de 1931) |
| Mes                                                                                              | Ene.                                                                                             | Feb.                                                                                             | Mar.                                                                                             | Abr.                                                                                             | May.                                                                                             | Jun.                                                                                             | Jul.                                                                                             | Ago.                                                                                             | Sep.                                                                                             | Oct.                                                                                             | Nov.                                                                                             | Dic.                                                                                             | Anual                                                                                            |
| ------------------------------------------------------------------------------------------------ | ------------------------------------------------------------------------------------------------ | ------------------------------------------------------------------------------------------------ | ------------------------------------------------------------------------------------------------ | ------------------------------------------------------------------------------------------------ | ------------------------------------------------------------------------------------------------ | ------------------------------------------------------------------------------------------------ | ------------------------------------------------------------------------------------------------ | ------------------------------------------------------------------------------------------------ | ------------------------------------------------------------------------------------------------ | ------------------------------------------------------------------------------------------------ | ------------------------------------------------------------------------------------------------ | ------------------------------------------------------------------------------------------------ | ------------------------------------------------------------------------------------------------ |
| Temp. máx. abs. (°C)                                                                             | -15                                                                                              | -22                                                                                              | -15                                                                                              | -12                                                                                              | -8                                                                                               | -5                                                                                               | -2                                                                                               | -5                                                                                               | -8                                                                                               | -13                                                                                              | -18                                                                                              | -19                                                                                              | -2                                                                                               |
| Temp. máx. media (°C)                                                                            | -36                                                                                              | -41                                                                                              | -33                                                                                              | -25                                                                                              | -14                                                                                              | -10                                                                                              | -7                                                                                               | -11                                                                                              | -15                                                                                              | -30                                                                                              | -36                                                                                              | -33                                                                                              | -24.3                                                                                            |
| Temp. media (°C)                                                                                 | -41                                                                                              | -47                                                                                              | -39                                                                                              | -31                                                                                              | -20                                                                                              | -16                                                                                              | -12                                                                                              | -18                                                                                              | -21                                                                                              | -35                                                                                              | -42                                                                                              | -38                                                                                              | -30                                                                                              |
| Temp. mín. media (°C)                                                                            | -47                                                                                              | -53                                                                                              | -46                                                                                              | -38                                                                                              | -27                                                                                              | -22                                                                                              | -17                                                                                              | -25                                                                                              | -28                                                                                              | -41                                                                                              | -49                                                                                              | -43                                                                                              | -36.3                                                                                            |
| Temp. mín. abs. (°C)                                                                             | -64                                                                                              | -64                                                                                              | -65                                                                                              | -58                                                                                              | -45                                                                                              | -30                                                                                              | -28                                                                                              | -35                                                                                              | -38                                                                                              | -56                                                                                              | -58                                                                                              | -56                                                                                              | -64                                                                                              |
| Precipitación total (mm)                                                                         | 10                                                                                               | 0                                                                                                | 0                                                                                                | 0                                                                                                | 0                                                                                                | 0                                                                                                | 0                                                                                                | 10                                                                                               | 0                                                                                                | 10                                                                                               | 10                                                                                               | 20                                                                                               | 60                                                                                               |
| Humedad relativa (%)                                                                             | 80                                                                                               | 77                                                                                               | 79                                                                                               | 82                                                                                               | 84                                                                                               | 81                                                                                               | 86                                                                                               | 84                                                                                               | 84                                                                                               | 81                                                                                               | 79                                                                                               | 78                                                                                               | 81.3                                                                                             |
| Fuente:                                                                                          |                                                                                                  |                                                                                                  |                                                                                                  |                                                                                                  |                                                                                                  |                                                                                                  |                                                                                                  |                                                                                                  |                                                                                                  |                                                                                                  |                                                                                                  |                                                                                                  |                                                                                                  |

## Historia
El meteorólogo Johannes Georgi fue nombrado jefe de la estación de hielo. George realizó el primer viaje en trineo para construir la estación y comenzar con las mediciones meteorológicas. Debido a problemas de tiempo y las difíciles condiciones meteorológicas que asolaban la estación tuvieron problemas de suministro de combustible y alimenticio durante todo el tempo que esta duró. El 21 de septiembre Wegener salió de expedición junto con Fritz Loewe y Villmusen (otros científicos). 9 días más tarde terminaron con todas las reservas y además Loewe sufrió un accidente durante dicha expedición por el cual perdió casi todos los dedos de los pies. En el viaje de regreso a la estación el 1 de noviembre tanto Wegener como su compañero Villumsen perdieron la vida.